# هيموتو! أومارو تشان
هيموتو! أومارو تشان (باليابانية: 干物妹!うまるちゃん، بالروماجي: Himōto! Umaru-chan)
هي سلسلة مانغا يابانية من تأليف سانكاكوهيد نشرت من قبل شوئيشا في مجلة يونغ جمب الأسبوعية، منذ 14 مارس عام 2013 حتى 9 نوفمبر عام 2017، تم تجميع فصول المانغا في 12 مجلد تانكوبون. أنتجت إلى مسلسل أنمي تلفزيوني من قبل استوديو دوغا كوبو، منذ 9 يوليو عام 2015 واستمر عرضه حتى 24 سبتمبر عام 2015، وتكون من 12 حلقة.

## القصة
تدور أحداث القصة عن أومارو دوماهي فتاة في المدرسة الثانوية تعيش مع شقيقها الأكبر تايهي. في المدرسة هي الطالبة المثالية الذي يتمتع بمظهر جيد ودرجات عالية ومواهب عديدة. ومع ذلك فإنها تتحول إلى طفلة صغير الحجم وتقضي وقتًا في المنزل في لعب ألعاب الفيديو وتناول الطعام، الأمر الذي أثار استياء تايهي كثيرًا.

## الشخصيات
أومارو دوما (باليابانية: 土間 埋، بالروماجي: Doma Umaru)
أداء صوتي: آيمي تاناكا
تايهي دوما (باليابانية: 土間 大平، بالروماجي: Doma Taihei)
أداء صوتي: كينجي نوجيما
نانا إيبينا (باليابانية: 海老名 菜々، بالروماجي: Ebina Nana)
أداء صوتي: أكاري كاغياما
سيلفينفورد تاتشيبانا (باليابانية: 橘・シルフィンフォード، بالروماجي: Tachibana Shirufinfōdo)
أداء صوتي: يورينا فوروكاوا
كيري موتوبا (باليابانية: 本場 切絵، بالروماجي: Motoba Kirie)
أداء صوتي: هاروكا شيرايشي
تاكيشي موتوبا (باليابانية: 本場 猛، بالروماجي: Motoba Takeshi)
أداء صوتي: هيروكي ياسوموتو
ألكس تاتشيبانا (باليابانية: 橘・アレックス، بالروماجي: Tachibana Arekkusu)
أداء صوتي: تتسيا كاكيهارا
المدير كاناو (باليابانية: 叶課長، بالروماجي: Kanau kachō)
أداء صوتي: آمي كوشيميزو
هيكاري كونغو (باليابانية: 金剛 ヒカリ، بالروماجي: Kongō Hikari)
أداء صوتي: إينوري ميناسي
كويتشيرو إيبينا (باليابانية: 海老名 公一郎، بالروماجي: Ebina Kōichirō)
أداء صوتي: نوبوهيكو أوكاموتو

## وصلات خارجية
- موقع المانغا الرسمي (باليابانية)
- الموقع الأنمي الرسمي (باليابانية)
- هيموتو! أومارو تشان على موقع ANN manga (الإنجليزية)